# Les Loonatics
Les Loonatics (Loonatics Unleashed) est une série télévisée d'animation américaine en 26 épisodes de 25 minutes créée par Adam Trevor Grant et Joseph Louis Grant, diffusée du 17 septembre 2005 au 5 mai 2007 dans le bloc de programmation Kids' WB.
En France, la série a été diffusée à partir du 20 avril 2008 sur France 3 et de 2009 sur Cartoon Network.

## Synopsis
En l'an 2772, la planète Acmetropolis a été déviée de son orbite par une météorite. Ceci libéra des forces surnaturelles qui furent à l'origine d'une nouvelle génération de héros, les Loonatics. Pour eux, le combat contre le mal ne fait que commencer.
Les Loonatics sont les lointains descendants des Looney Tunes ; ils affrontent tout au long de la série les descendants des ennemis de leurs ancêtres ainsi que de nouveaux ennemis.

## Distribution

### Voix originales
- Charlie Schlatter : Ace Bunny
- Jessica DiCicco : Lexi Bunny
- Jason Marsden : Danger Duck
- Kevin Michael Richardson : Slam Taz / Tech E. Coyote
- Rob Paulsen : Rev Runner
- Candi Milo : Zadavia
- Michael Clarke Duncan : Mastok

### Voix françaises
- Yoann Sover : Ace Bunny
- Fily Keita : Lexi Bunny
- Emmanuel Garijo : Danger Duck / Slam Taz
- Guillaume Lebon : Tech E. Coyote
- Sébastien Desjours : Rev Runner
- Florence Dumortier : Zadavia
- Benoît Allemane : Mastok
- Évelyne Grandjean : Mallory Grosse Tête
- Mathias Kozlowski : Drake Syphone
- Barbara Beretta : Météa
- Michel Vigné : Mr Loyal
- Daniel Lafourcade : Otto
- Patrice Dozier : Pr Zane
- Emmanuèle Bondeville : Black Velvet
- Laurent Morteau : Dr Terre / Optimatus
- Roger Carel : Dr Chronos

## Personnages
Les pouvoirs des Loonatics et de certains de leurs ennemis sont inspirés des pouvoirs des super-héros et des super-vilains des comics américains :
- Ace Bunny : c'est un descendant de Bugs Bunny. Il a comme pouvoir des rafales optiques (Cyclope des X-Men), est un maître en arts martiaux et utilise également une épée. Il est le chef des Loonatics.
- Lexy Bunny : elle est inspirée de Babs Bunny ou Lola Bunny. Elle est télékinésiste (Jean Grey des X-Men) et elle possède une super-ouïe (Superman ou Daredevil).
- Danger Duck : c'est un descendant de Daffy Duck (connu aussi sous le nom de Duck Dodgers). Il est téléporteur (Diablo des X-Men) et peut également envoyer des boules de feu, de boue, d'encre, bref d'à peu près n'importe quoi avec ses mains. Il faut noter que sous l'eau ses pouvoirs de boule de feu changent. Il a hérité de son ancêtre son mauvais caractère et la jalousie envers le descendant de Bugs Bunny.
- Slam Tazian : c'est le descendant de Taz (le diable de Tasmanie). Il peut créer des tornades comme son ancêtre en tournoyant sur lui-même mais en plus puissant et créer des tornades avec ses mains (Tornade des X-Men). Il peut aussi, lors de l'utilisation de ses tornades, créer de l'électricité. Comme son ancêtre, il parle peu.
- Tech E. Coyote : c'est le descendant de Coyote le vieil ennemi de Bip Bip. Il a hérité de la grande intelligence de ses ancêtres. Dans ce futur, la paix existe maintenant entre lui et le descendant de Bip Bip. Il possède comme pouvoirs le magnétisme (Magnéto, ennemi des X-Men) et l'auto-guérison (Wolverine des X-Men).
- Rev Runner : c'est le descendant de Bip Bip. Contrairement à son collègue Taz et à son ancêtre, il parle comme tout le monde mais plus rapidement. Il possède comme pouvoir de courir plus rapidement que son ancêtre à la vitesse supersonique (Flash ou Vif-Argent) ; il peut aussi voler et localiser les gens à distance.

## Épisodes

### Première saison (2005-2006)
1. Bienvenue dans l’âge de la glace (Loonatics on Ice)
2. L'Attaque des Boules de Poils (Attack of the Fuzz Balls)
3. L'Enténébreur (Cloak of Black Velvet)
4. Un vent de folie (Weathering Heights)
5. Manœuvres souterraines (Going Underground)
6. Collision cosmique (The Comet Cometh)
7. Quel Cirque ! (The World is My Circus)
8. Poids plume, poids lourd (Stop the World I Want to Get Off)
9. La Nouvelle coqueluche d'Acmetropolis (Sypher)
10. Le Cerveau (The Menace of Mastermind)
11. Un jour sans fin (Time After Time)
12. Optimatus le Conquérant [1/2] (Acmegeddon - Part I)
13. Optimatus le Conquérant [2/2] (Acmegeddon - Part II)

### Seconde saison (2006-2007)
1. Les Gardiens du grand secret (Secrets of the Guardian Strike Sword)
2. Le Gourou des profondeurs (A Creep in the Deep)
3. Slamacus, le silencieux (I Am Slamacus)
4. Le Tyran imperceptible (The Heir Up There)
5. Affaires de famille (Family Business)
6. Les Super-zéros (Cape Duck)
7. Le Chasseur de primes (The Hunter)
8. Invasion spatiale (It Came From Outer Space)
9. Apocalypse (Apocalypso)
10. Impératrice du Rose (In the Pinkster)
11. Quand la musique fait hic (The Music Villain)
12. La Quête des doubles [1/2] (The Fall of Blanc, Part 1)
13. La Quête des doubles [2/2] (In Search of Tweetums, Part 2)

### Accueil
Cette série n'a pas reçu le succès escompté, notamment parce qu'une partie des spectateurs fidèles à la série des Looney Tunes originale n'a pas apprécié le changement radical du concept général, désormais plus tourné vers l'action pure que l'humour et a craint que cette nouvelle génération remplace définitivement celle originale. La série est arrêtée au bout de la seconde saison.